# إيرينا سيرينا
إيرينا سيرينا (بالمجرية: Sirina Irina) (من مواليد 7 نوفمبر 1967 في نافينوميسك) هي لاعبة كرة يد دولية روسية ومجرية سابقة. شاركت في الألعاب الأولمبية الصيفية 2004، حيث احتلت المركز الخامس مع المنتخب المجري . 

## روابط خارجية
- إيرينا سيرينا على موقع أوليمبيديا (الإنجليزية)

- الملف الشخصي على Handball.hu